# Seven de Hong Kong 2001
El Seven de Hong Kong de 2001 fue la vigésima sexta edición del torneo de rugby 7, fue el cuarto torneo de la temporada 2000-01 de la Serie Mundial Masculina de Rugby 7.
Se disputó en la instalaciones del Hong Kong Stadium.

## Fase de grupos

### Grupo A
| Equipo              | Encuentros | Encuentros | Encuentros | Encuentros | Tantos  | Tantos    | Tantos     | Puntos |
| Equipo              | jugados    | ganados    | empatados  | perdidos   | a favor | en contra | diferencia | Puntos |
| ------------------- | ---------- | ---------- | ---------- | ---------- | ------- | --------- | ---------- | ------ |
| Fiyi                | 3          | 2          | 1          | 0          | 67      | 15        | 52         | 8      |
| Gales               | 3          | 2          | 0          | 1          | 66      | 22        | 44         | 7      |
| Rusia               | 3          | 1          | 1          | 1          | 53      | 36        | 17         | 6      |
| Indias Occidentales | 3          | 0          | 0          | 3          | 12      | 125       | -113       | 3      |

Nota: Se otorgan 3 puntos al equipo que gane un partido, 2 al que empate y 1 al que pierda

### Grupo B
| Equipo        | Encuentros | Encuentros | Encuentros | Encuentros | Tantos  | Tantos    | Tantos     | Puntos |
| Equipo        | jugados    | ganados    | empatados  | perdidos   | a favor | en contra | diferencia | Puntos |
| ------------- | ---------- | ---------- | ---------- | ---------- | ------- | --------- | ---------- | ------ |
| Australia     | 3          | 3          | 0          | 0          | 138     | 14        | 124        | 9      |
| Portugal      | 3          | 2          | 0          | 1          | 73      | 52        | 21         | 7      |
| Corea del Sur | 3          | 1          | 0          | 2          | 63      | 74        | -11        | 5      |
| Sri Lanka     | 3          | 0          | 0          | 3          | 7       | 141       | -134       | 3      |

### Grupo C
| Equipo        | Encuentros | Encuentros | Encuentros | Encuentros | Tantos  | Tantos    | Tantos     | Puntos |
| Equipo        | jugados    | ganados    | empatados  | perdidos   | a favor | en contra | diferencia | Puntos |
| ------------- | ---------- | ---------- | ---------- | ---------- | ------- | --------- | ---------- | ------ |
| Nueva Zelanda | 3          | 3          | 0          | 0          | 108     | 12        | 96         | 9      |
| Francia       | 3          | 2          | 0          | 1          | 46      | 46        | 0          | 7      |
| Hong Kong     | 3          | 1          | 0          | 2          | 19      | 62        | -43        | 5      |
| Golfo Pérsico | 3          | 0          | 0          | 3          | 26      | 79        | -53        | 3      |

### Grupo D
| Equipo     | Encuentros | Encuentros | Encuentros | Encuentros | Tantos  | Tantos    | Tantos     | Puntos |
| Equipo     | jugados    | ganados    | empatados  | perdidos   | a favor | en contra | diferencia | Puntos |
| ---------- | ---------- | ---------- | ---------- | ---------- | ------- | --------- | ---------- | ------ |
| Samoa      | 3          | 3          | 0          | 0          | 112     | 0         | 112        | 9      |
| Inglaterra | 3          | 2          | 0          | 1          | 94      | 47        | 47         | 7      |
| Japón      | 3          | 1          | 0          | 2          | 63      | 77        | -14        | 5      |
| Singapur   | 3          | 0          | 0          | 3          | 5       | 150       | -145       | 3      |

### Grupo E
| Equipo    | Encuentros | Encuentros | Encuentros | Encuentros | Tantos  | Tantos    | Tantos     | Puntos |
| Equipo    | jugados    | ganados    | empatados  | perdidos   | a favor | en contra | diferencia | Puntos |
| --------- | ---------- | ---------- | ---------- | ---------- | ------- | --------- | ---------- | ------ |
| Canadá    | 3          | 3          | 0          | 0          | 132     | 17        | 115        | 9      |
| Argentina | 3          | 2          | 0          | 1          | 100     | 33        | 67         | 7      |
| China     | 3          | 1          | 0          | 2          | 54      | 79        | -25        | 5      |
| Malasia   | 3          | 0          | 0          | 3          | 5       | 162       | -157       | 3      |

### Grupo F
| Equipo         | Encuentros | Encuentros | Encuentros | Encuentros | Tantos  | Tantos    | Tantos     | Puntos |
| Equipo         | jugados    | ganados    | empatados  | perdidos   | a favor | en contra | diferencia | Puntos |
| -------------- | ---------- | ---------- | ---------- | ---------- | ------- | --------- | ---------- | ------ |
| Sudáfrica      | 3          | 3          | 0          | 0          | 93      | 7         | 86         | 9      |
| Estados Unidos | 3          | 2          | 0          | 1          | 55      | 34        | 21         | 7      |
| China Taipéi   | 3          | 1          | 0          | 2          | 33      | 59        | -26        | 5      |
| Tailandia      | 3          | 0          | 0          | 3          | 28      | 109       | -81        | 3      |

## Fase Final

### Cuartos de final
| 1 de abril | Fiyi | 22 - 7 | Inglaterra |  |  |

| 1 de abril | Canadá | 0 - 26 | Samoa |  |  |

| 1 de abril | Nueva Zelanda | 19 - 0 | Sudáfrica |  |  |

| 1 de abril | Argentina | 7 - 35 | Australia |  |  |

### Semifinal
| 1 de abril | Fiyi | 12 - 10 | Samoa |  |  |

| 1 de abril | Australia | 12 - 14 | Nueva Zelanda |  |  |

### Final
| 1 de abril | Fiyi | 5 - 29 | Nueva Zelanda |  |  |

| Bandera de Nueva Zelanda |
| Campeón Nueva Zelanda    |
| 3º título del circuito   |